# Max C. P. Schmidt

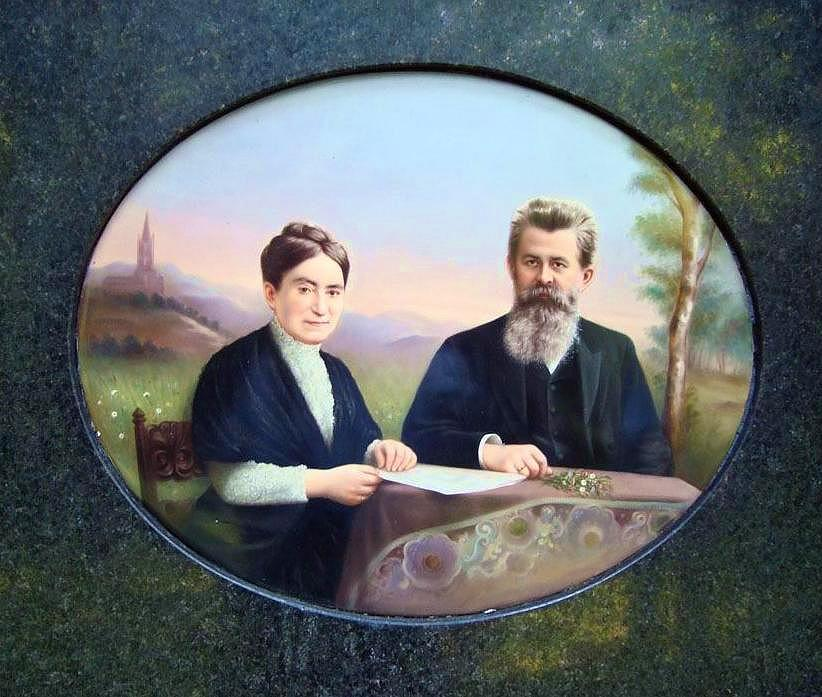
Max C. P. Schmidt (1853–1918) neben seiner Gattin Erna Schmidt geb. Samuel (1849–1927). Tafel auf dem Grabstein des Familiengrabes auf dem Friedhof der evang. Kirchengemeinde Berlin-Nikolassee

Max Carl Paul Schmidt (* 20. Mai 1853 in Berlin; † 7. Januar 1918 in Zehlendorf) war ein deutscher Klassischer Philologe und Gymnasiallehrer.

## Leben
Der Sohn des Gymnasiallehrers Franz Schmidt (1826–1890) besuchte das Friedrichs-Gymnasium zu Berlin und studierte von 1871 bis 1876 an der Humboldt-Universität Berlin. Am 22. Oktober 1875 wurde er mit einer Dissertation über Polybios zum Dr. phil. promoviert. Am 16. Mai 1876 legte er das Staatsexamen in den Fächern Latein, Griechisch und Deutsch ab, am 16. Juni 1877 bestand er die Erweiterungsprüfung in den Fächern Religion und Mathematik. Von Ostern 1876 bis zum 6. April 1877 absolvierte er das Probejahr am Berliner Friedrich-Wilhelms-Gymnasium, wo er anschließend als Hilfslehrer arbeitete.
Am 1. April 1878 wurde Schmidt als Oberlehrer am Askanischen Gymnasium angestellt. Zu Ostern 1895 wechselte er an das Prinz-Heinrich-Gymnasium in Schöneberg, wo er später zum Gymnasialprofessor ernannt wurde. Zum 1. Oktober 1912 wurde er pensioniert und mit dem Kronenorden dritter Klasse ausgezeichnet.
Seit dem 1. April 1906 lehrte Schmidt nebenamtlich an der Berliner Universität lateinische Stilistik.
Neben seiner Tätigkeit an Schule und Universität beschäftigte sich Schmidt auch mit fachwissenschaftlichen und fachdidaktischen Fragen. Er gab in mehreren Heften die Reihe Altphilologische Beiträge heraus und veröffentlichte Aufsätze zur lateinischen Stilistik sowie zu verschiedenen Aspekten des Lateinunterrichts. Sein programmatisches Buch Realistische Chrestomathie aus der Literatur des klassischen Altertums erschien zuerst 1900/1901 in drei Teilen und 1913 in der dritten Auflage.
Für Paulys Realencyclopädie der classischen Altertumswissenschaft (RE) verfasste Schmidt 30 Artikel über Pflanzen.
Schmidt war ein Großneffe von Franz Wilhelm Junghuhn. Zu den Festlichkeiten in Mansfeld anlässlich des 100. Geburtstags Junghuhns schrieb er das Gedenkbuch Franz Junghuhn. Biographische Beiträge zur 100. Wiederkehr seines Geburtstages, Leipzig 1909. Vier Jahre später erschien über Junghuhns Heimatstadt das Buch Mansfelder Skizzen: Dichtung und Wahrheit aus der alten Grafschaft, Leipzig 1913.
Max C. P. Schmidt starb 1918 im Alter von 64 Jahren in Zehlendorf. Sein Grab befindet sich auf dem Evangelischen Kirchhof Nikolassee.